# Jimami Tofu
Jimami Tofu (em japonês:  ジーマーミ豆腐) é um filme de drama japonês-cingapurense de 2017 escrito, produzido e dirigido por Jason Chan e Christian Lee, estrelado pela atriz japonesa Mari Yamamoto. Produzido pela BananaMana Films, sediada em Cingapura, e apoiado pelo Okinawa Convention and Visitors Bureau e pelo Film Tourism Promotion Project da Prefeitura de Okinawa, estreou mundialmente no Festival Internacional de Cinema do Havaí 2017, onde ganhou o Audience Choice Award de Melhor Longa-Metragem de Narrativa. 

## Enredo
O chef chinês-cingapuriano Ryan retorna a Okinawa, no Japão, em busca de seu amor perdido Yuki. Em vez disso, ele descobre a arte da culinária tradicional de Okinawa e encontra um novo amor em Nami, uma amiga de infância de Yuki.

## Elenco
- Jason Chan como Ryan
- Mari Yamamoto como Yuki
- Rino Nakasone como Nami
- Masane Tsukayama como Sakamoto
- Christian Lee como Marcus

## Origem do nome
Jimami tofu ou amendoim tofu é uma especialidade da Prefeitura de Okinawa. "Jimami" é "amendoim" na língua de Okinawa.